# Time Flies (album de Vaya Con Dios)
Pour les articles homonymes, voir Time Flies.
Albums de Vaya Con Dios
Night Owls
(1990) Roots and Wings
(1995)
Singles
1. Heading for a Fall
Sortie : 1992
2. Time Flies
Sortie : 1992
3. So Long Ago
Sortie : 1993

Time Flies est le troisième album studio de Vaya Con Dios, sorti le 2 septembre 1992 chez Ariola Records.
L'album a connu un grand succès en Europe, atteignant la première place des ventes aux Pays-Bas et en Suisse et obtenant la certification de platine dans quatre pays, ce qui en fait l'album de Vaya Con Dios ayant eu le plus de succès.
Time Flies est le premier album de Vaya Con Dios qui ne se terminait pas par une chanson en français.

## Sortie et contexte
Lors de la sortie de Time Flies en septembre 1992, Vaya Con Dios était un groupe essentiellement constitué de la chanteuse Dani Klein, qui a également réalisé l'album.
Plus encore que les albums précédents, il s'agit d'un album mélancolique, plus orienté vers le blues et la soul. La raison de ce thème est que Vaya Con Dios était principalement le résultat du partenariat entre Dani Klein et Dirk Schoufs et qu'en 1991, le couple s'est séparé. Le 24 mai 1991, Schoufs, qui n'avait que 29 ans, est mort d'un mélange de médicaments, de drogues et d'alcool.
Trois singles ont été extraits de Time Flies : Heading for a Fall et Time Flies en 1992, et So Long Ago en 1993.

## Accueil critique
Les chansons les plus réussies, selon le critique de Allmusic, sont notamment Farewell Song et Brave Jane, qui « conservent un style eurocentrique chic avec un peu de soul à la Dusty Springfield des années 60 ». Comme le suggère le critique, « Farewell Song montre une influence country, tandis que Muddy Waters est enregistré dans le genre blues. Time Flies est un exemple intéressant de combinaison de différentes cultures musicales ».

## Liste des titres
| No  | Titre                 | Auteur                                          | Durée |
| --- | --------------------- | ----------------------------------------------- | ----- |
| 1.  | Time Flies            | Dani Klein, Carmelo Prestigiacomo               | 3:39  |
| 2.  | Forever Blue          | Dani Klein, Simon Schoovaerts                   | 3:58  |
| 3.  | Farewell Song         | Dani Klein, Jean-Michel Gielen                  | 3:09  |
| 4.  | So Long Ago           | Dani Klein, Carmelo Prestigiacomo               | 2:55  |
| 5.  | Still a Man           | Dani Klein, Jean-Michel Gielen                  | 3:36  |
| 6.  | Heading for a Fall    | Dani Klein, David Collins                       | 3:42  |
| 7.  | Mothers and Daughters | Dani Klein, Jean-Michel Gielen, Verona Davis    | 2:31  |
| 8.  | Listen                | Dani Klein, Philippe Allaert                    | 3:19  |
| 9.  | Bold and Untrue       | Dani Klein, Jean-Michel Gielen, Verona Davis    | 3:08  |
| 10. | Muddy Waters          | Dani Klein, Jean-Michel Gielen                  | 3:17  |
| 11. | For You               | Dani Klein, Jean-Michel Gielen                  | 3:10  |
| 12. | Brave Jane            | Dani Klein, Verona Davis, Carmelo Prestigiacomo | 3:16  |
| 13. | At the Parallel       | Dani Klein, Geert Kliphuis                      | 2:57  |

## Crédits
Crédits provenant de Discogs.
Vaya Con Dios
- Dani Klein – réalisation, arrangements, chant, chœurs, composition
- Jean-Michel Gielen – composition, guitare acoustique

Autres musiciens
| - Philippe Allaert – drums, coproducteur, percussions - Werner Braïto – harmonica - André Brasseur – orgue Hammond - Dee Collins – arrangements - Verona Davis – chœurs, composition - Marianne Denoïa – cordes - Frank Deruytter – bugle - Jeannot Gillis – cordes - Sonya B. Henderson – chœurs - Jenifer Kaje – chœurs - Maria Lekranty – chœurs - Arnould Massart – piano | - Eric Melaerts – guitare acoustique - Carlo Mertens – bugle - Gwenaël Micault – accordéon - Daniel Muffat – percussions - Patrick Mortier – bugle - Jean Mutsari – guitare basse, contrebasse - Carmelo Prestigiacomo - guitare acoustique, arrangements, compositeur - Beatriz Ramirez – chœurs - Louison Renault – timpani - Simon Schoovaerts – piano, composition, arrangements - Freddie Starks – chœurs - Claudine Steenackers – cordes |

Production
- Jean Trenchant – ingénieur du son
- Marc François – mixage
- Gary Richmond – management

## Classements et certifications
| Classement (1990–1993)        | Meilleure position |
| ----------------------------- | ------------------ |
| Allemagne (Media Control AG)  | 9                  |
| Autriche (Ö3 Austria Top 40)  | 4                  |
| Hongrie (Mahasz)              | 12                 |
| Norvège (VG-lista)            | 11                 |
| Pays-Bas (Mega Album Top 100) | 1                  |
| Suède (Sverigetopplistan)     | 13                 |
| Suisse (Schweizer Hitparade)  | 1                  |

| Classement (1992)            | Position |
| ---------------------------- | -------- |
| Allemagne (Media Control)    | 93       |
| Pays-Bas (Album Top 100)     | 24       |
| Suisse (Schweizer Hitparade) | 34       |

| Classement (1993)            | Position |
| ---------------------------- | -------- |
| Allemagne (Media Control)    | 47       |
| Pays-Bas (Album Top 100)     | 22       |
| Suisse (Schweizer Hitparade) | 12       |

### Certifications
| Région                                                                                                 | Certification | Ventes/Streams |
| --- | ------------- | -------------- |
| Allemagne (BM)                                                                                         | Platine       | 500 000^       |
| Autriche (IFPI)                                                                                        | Or            | 25 000*        |
| France                                                                                                 | –             | 50 000         |
| Norvège (IFPI)                                                                                         | Platine       | 50 000*        |
| Pays-Bas (NVPI)                                                                                        | Platine       | 100 000^       |
| Suède (GLF)                                                                                            | Or            | 50 000^        |
| Suisse (IFPI)                                                                                          | 3 × Platine   | 150 000^       |
| Résumé                                                                                                 |               |                |
| Europe                                                                                                 |               | 1 000 000      |
| *Ventes selon la certification ^Mise en rayon selon la certification xNon précisé par la certification |               |                |